# Боле, Марцелина
Марцелина Боле (словен. Marcelina Bole; 31 октября 1886, Шепулье — 2 декабря 1973, Триест) — словенская монахиня, преподаватель и военный медик.

## Биография
Марцелина Боле родилась в крестьянской семье Матиаса Боле и Люции Жерьял. Получив начальное образование в Томае, она отправилась в Марибор, где устроилась на работу учителем. 15 августа 1906 года она стала членом Общества сестёр Третьего ордена Святого Франциска и в этом качестве продолжила преподавательскую деятельность. В сентябре 1912 года она вместе с другими сёстрами из ордена отправилась в Египет, где Боле стала учителем в недавно открывшейся школе для словенских мигрантов. 28 сентября 1914 года она вернулась в Марибор, где поступила на службу военным медиком в больницу при Доме Матери, и находилась там вплоть до 1917 года, когда её перевели в Буттрио. После распада Австро-Венгрии она вернулась в Египет, где до 1968 года была настоятельницей.